# Karabo Poppy Moletsane
Karabo Poppy Moletsane est une illustratrice et graphiste sud-africaine, née en 1992. Elle est principalement connue pour ses fresques de street-art. Son travail vise à préserver l'esthétique africaine et valoriser les populations du continent.

## Biographie
Karabo Poppy Moletsane naît en 1992, à Vereeniging, une ville minière du sud de la province de Gauteng, en Afrique du Sud. Le 21 mars 1960, un township de cette ville a subi une terrible répression policière, connue sous le nom de « massacre de Sharpeville », qui a coûté la vie à soixante-neuf manifestants noirs, qui réclamaient pacifiquement la fin de l’apartheid.
Les lycées sous-financés de sa ville n'offrant pas de formation artistique, elle déménage afin de pouvoir étudier cette filière dans une autre ville. Elle est ensuite encouragée à poursuivre cette voie dans l'enseignement supérieur, ce qui déplait cependant à ses parents, qui désirent qu'elle étudie la médecine. Elle déménage néanmoins à Pretoria, où elle obtient un diplôme en communication visuelle, à l'Open Window Institute.
À l'Université, Karabo Poppy Moletsane est l'une des neuf personnes noires, minorisées au sein d'une population étudiante d'environ six-cent élèves. Durant les premières semaines, elle apprécie l'aisance avec laquelle les étudiants créent de l'art numérique, avec des logiciels dont elle n'a jamais entendu parler, et communiquent en utilisant leur art. Issue d'un milieu artistique traditionnel, le fait de voir des artistes utiliser la technologie pour raconter des histoires l'impressionne.
Le programme proposé lui semble faussé, car il ne correspond qu'au récit occidental, sans que le récit africain ne soit enseigné, exploré, ou encouragé. À ses yeux, les manuels ne proposent que l'art africain traditionnel, jamais rien de contemporain ; alors même qu'il existe des femmes créatives noires dans le monde entier. Elle se fixe alors l'objectif de rejoindre d'autres créateurs noirs, dans le but de rééquilibrer la représentation africaine dans les médias, ainsi que dans la sphère du design contemporain.
En 2015, elle intègre le projet Mother Tongue-Creative House, qui œuvre en faveur d'une société où la reconnaissance, le respect et la célébration de soi, des femmes et des jeunes, sont valorisés, avant de développer son propre projet.
Elle travaille et réside à Johannesburg.

## Œuvre

### Inspirations
Karabo Poppy Moletsane explique que, dans sa jeunesse, elle n'a jamais vu quelqu'un de son milieu et qui lui ressemblait, faire de l'art un métier ; « c'était toujours quelque chose pour les gens dans les grandes villes… en fait, les Blancs dans les grandes villes ». Devenue une représentante reconnue de la représentation de l'identité noire, elle ressent le poids de cette responsabilité comme une immense pression, car elle souhaite représenter son identité de manière correcte et authentique, tout en s'assurant que celle-ci est célébrée sans être exploitée à des fins de gains monétaires ou tendanciels. Rassurée par sa communauté, qui la soutient et l'encourage à poursuivre son travail, elle dit faire confiance à ses propres décisions. 
Dès l'âge de sept ans, elle construit une gigantesque pile multicolore de boîtes à chaussures Nike qui, une fois adulte, remplit un mur entier de sa maison. Au début des années 2000, la culture des baskets devient un phénomène mondial à part entière ; sa « tour », comme elle l'appelle, représente la pierre angulaire de son travail d'artiste multimédia. Inspirée, dès le début de son parcours artistique, par le hip-hop, le rap et le basket-ball, le thème des Nike Air Force One et des Nike Air Jordans est, pour elle, associé au fait que les Noirs créent un travail révolutionnaire, global et efficace, dont elle veut faire partie.  

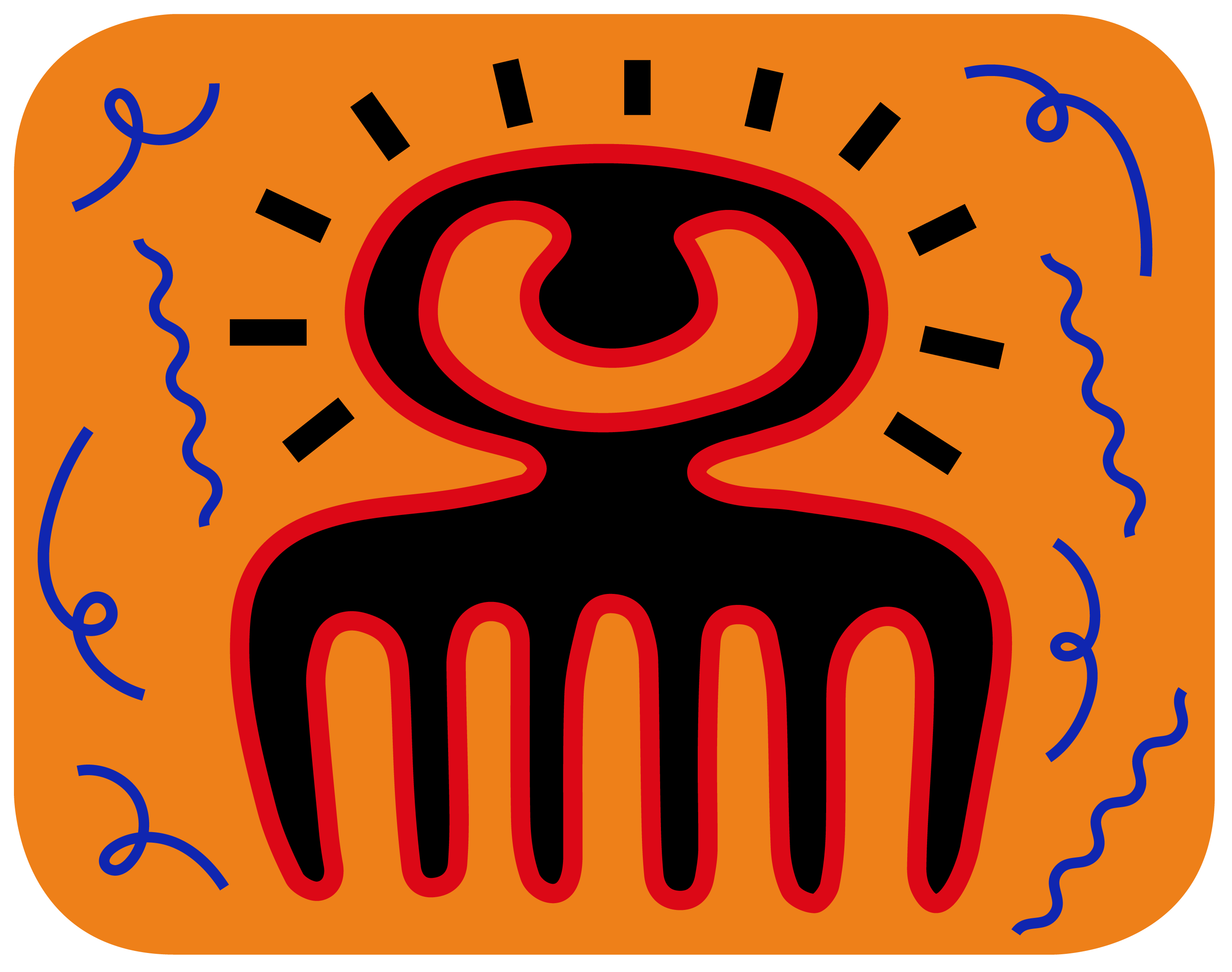
Adinkra symbol for beauty for Wikipedia 20

Après l'Université, sans expérience professionnelle, elle travaille en freelance et recherche vainement des agences de publicité, ainsi que des studios de design, qui se concentreraient sur l'exploration d'un point de vue authentiquement africain. Dépitée, elle choisit alors de se lancer de façon indépendante, en développant son propre style d'illustration, inspiré de son environnement immédiat, en particulier par l'incontournable signalétique indiquant les salons de coiffure, répandue dans toute l'Afrique, peinte à la main dans le style « vieille école ». Ces portraits de personnes portant les coiffures proposées dans les salons sont, pour Karabo Poppy Moletsane, représentatives du symbole africain contemporain qu'elle recherche. Ses œuvres s'inspirent de ceux-ci, représentant souvent des personnages de profil, colorés de façon non conventionnelle ; des visages bleus, rouge vif et orange, aux traits énergiques et accentués. Les cheveux sont importants, « véritable centre de notre identité d'une certaine manière », affirme-t-elle. Elle ajoute : « dans tout mon travail, vous verrez […] de beaux motifs ; vous verrez des peignes, vous verrez des gens qui me semblent familiers à moi-même et à mon récit ». Son propre imaginaire visuel est défini par un style graphique lié à la culture noire africaine, toujours représenté de manière optimiste, colorée et dynamique. Elle s'inspire également de son voisinage, de l'atmosphère animée des grandes villes, comme Johannesburg, où elle exerce son art. Pour elle, son travail est comme une langue, qu'elle est capable d'appliquer de différentes manières dans tous ses travaux : patrons, vêtements, murs, chaussures. 
Karabo Poppy Moletsane ne souhaite pas être la « meilleure artiste du monde », mais la « meilleure artiste pour le monde », afin de rendre hommage, à travers sa peinture, aux femmes africaines encore peu ou mal représentées, qui se battent au quotidien pour vivre, faire vivre leur famille et se faire respecter. Pour elle, ces femmes sont les héroïnes secrètes de l'identité africaine. Soixante ans après le massacre de Sharpeville, Karabo Poppy Moletsane lutte, à son niveau, contre les discriminations, comme lorsqu'elle réalise sa première fresque à Cape Town, aux côtés d'un artiste blanc, avec qui elle échange sur les conflits entre les deux cultures, dans le but de démontrer comment l’art peut inspirer une nouvelle génération en délivrant une harmonie qui apaise les conflits.

### Démarche artistique
Avant de commencer une œuvre, elle commence toujours par prendre des photos, afin de capturer son environnement, puis rassemble différentes références visuelles, telles que des motifs et des textiles composant des vêtements. Ensuite, elle entreprend de styliser ses trouvailles, en échantillonnant des couleurs, des segments de motifs et des vignettes, à partir de ce qu'elle choisit pour son illustration. Elle consigne l'ensemble dans son carnet de croquis puis, après quelques développements, elle finalise numériquement son travail, en utilisant toujours le même ensemble de pinceaux, pour garder une ligne cohérente. Le processus est le même pour toutes ses créations, que ce soit des peintures murales scolaires, des affiches locales ou d'imposantes commandes de clients. 
Elle crée des œuvres d'inspiration africaine tout en collaborant avec des marques publicitaires renommées, en s'inspirant de l'esthétique visuelle, à la fois contemporaine et traditionnelle, de l'Afrique, qu'elle perçoit comme un long héritage riche enraciné dans l'innovation constante et l'hybridité. À ses yeux : « chaque Africain porte cette esthétique avec lui au quotidien » et c'est dans les événements quotidiens apparemment banals que cette esthétique est la plus belle, c'est pourquoi elle tente la préserver et la célébrer à travers son travail. Elle exprime également sa volonté d'illustrer les communautés africaines sous-représentées. 

### Installations, expositions et collaborations
Ses peintures murales sont exposées sous forme d'installations urbaines, notamment dans les villes de New-York — à Times Square — et Genève ; ainsi que sur les Soweto Towers, visibles à des kilomètres à la ronde. Sa fresque Utah Jazz est installée à Salt Lake City, aux États-Unis. À Johannesburg, dans le parc public de Zoo Lake, deux terrains de basket sont illustrés par Karabo Poppy Moletsane, l'un en bleu, avec un crocodile, et l'autre en turquoise, avec un guépard.
Un tournant s'opère en 2014, lorsqu'elle reçoit le message d'une grande entreprise de technologie. Elle pense alors qu'il s'agit de spam. L'entreprise lui propose de créer des autocollants illustrés pour soutenir un projet contre le VIH, dans toute l'Afrique. S'il s'agit de sa première commande pour une marque internationale, Karabo Poppy Moletsane est ravie de contribuer à aider son pays et son continent. En effet, elle n'avait jusqu'alors jamais pensé qu'elle pouvait réellement utiliser sa créativité et son art pour aider les autres.
Par la suite, The Wall Street Journal lui propose d'être l'illustratrice de référence pour les histoires africaines, ce qui lui permet de représenter une nouvelle fois son continent à l'échelle mondiale. Avant qu'elle n'occupe cette fonction, le journal n'avait aucun illustrateur basé en Afrique, ce qui, pour elle, confirme la volonté de changer d'approche. 
Elle travaille également pour Coca-Cola puis, en 2019, elle collabore avec Nike, notamment en concevant des chaussures qui seront portées par LeBron James et en réalisant la collection « Karabo Poppy X Nike Air Force », qui propose trois paires de sneakers personnalisées, inspirées par ce qu'elle appelle sa « maison » : l'Afrique et l'Afrique du Sud. Ces créations remportent le prix BASA Beyond Border Partnership Award. Elle explique que, lorsqu'elle est invitée à concevoir sa propre paire par Nike, c'est pour elle une validation de premier ordre, L'Air Force One étant à la fois une inspiration et une rampe de lancement pour sa carrière. Elle élabore également une paire de sneaker destinée au basketteur Russell Westbrook. DeJongh "Dee" Wells, créateur du podcast Obsessive Sneaker Disorder (OSD), affirme que ce type de partenariat reste trop rare dans le monde des baskets. Pour lui, il est temps de voir plus de femmes créatrices dans l'industrie, car il n'y en a pas assez. 
Elle crée les visuels relatifs à la première série africaine originale, lancée le 28 février 2020 sur Netflix, intitulée Queen Sono, qui met en vedette l'actrice de télévision sud-africaine, Pearl Thusi, ainsi que les comédiens Vuyo Dabula, Rob van Vuuren, Enhle Mbali Mlotshwa et Loyiso Madinga. Elle crée également les visuels relatifs à la série américaine When They See Us, ainsi que celles du clip promotionnel Strong Black Lead, plaidoyer pour les nouveaux modèles médiatiques afro-américains.

En 2020, elle collabore avec la marque de mode multidisciplinaire contemporaine RICH MNISI, en contribuant à la création d'une capsule de collection de vêtements unisexes, appelée Running Errands,. La même année, elle est nommée « Creative of the Year », par Between 10and5.

Wiki Loves Africa twitter banner celebrating 20 years of Wikipedia in English

En 2021, pour célébrer son vingtième anniversaire, Wikipédia sollicite Karabo Poppy Moletsane et l'illustratrice germano-marocaine Jasmina El Bouamraoui pour la création d'une suite de symboles (également connus sous le nom de Wiki wing dings), destinés à représenter les différents domaines de connaissances, cultures présent sur l'encyclopédie en ligne. Les deux artistes s'inspirent de symboles mayas et de hiéroglyphes égyptiens pour proposer un ensemble de cent-un symboles. Personnalisable, chaque symbole a une signification individuelle et peut être téléchargé comme modèle par les membres de la communauté wikipédienne, afin d'être utilisé pour raconter différentes histoires. Les illustratrices invitent les personnes intéressées à réutiliser, remixer et s'amuser avec ces symboles, qui peuvent être repris avec tous les programmes d'édition graphique. Wikipedia fournit un guide utile sur la façon de les télécharger et personnaliser.

Fresque murale réalisée en août 2021, par Karabo Poppy Moletsane, dans le quartier de la Jonction, à Genève

À Genève, dans le quartier de La Jonction, Karabo Poppy Moletsane actualise un emplacement précédemment occupé par une fresque réalisée, en 1987, par l'artiste Gérald Poussin. Sur l’invitation de l’association SHAP SHAP, une association locale qui lutte, à travers des projets culturels, contre les inégalités mondiales et les discriminations raciales, socio-économiques et de genre, l'artiste réalise à main levée, sur une nacelle, une fresque de 180 m2. Inaugurée le 14 août 2021, en présence de l'artiste, la fresque, aux tons chocolats et dorés, met en exergue une cavalière noire levant fièrement sa main droite tenant un épis de maïs, symbole de nourriture, tant physique qu’intellectuelle, en Afrique et dans le monde.

## Prix et récompenses
Elle figure sur la liste « 30 Under 30 » publiée par Forbes, dans la catégorie des créations 2019.
Elle remporte trois Loerie Awards et réalise le clip vidéo Makeba, de la chanteuse et artiste français Jain, nommée aux Grammy Awards.
- 2019 : prix BASA Beyond Border Partnership Award
- 2020 : « Creative of the Year », Between 10and5